# Western Force
Il Western Force è una franchigia australiana di rugby a 15, nota in ragione della sponsorizzazione in atto come Road Safety Western Force. Ha rappresentato dal 2006 al 2017 lo Stato dell'Australia Occidentale nel campionato Super Rugby del SANZAR. In seguito all'annuncio dell'aprile 2017 da parte del SANZAAR di ridurre da 18 a 15 le squadre che partecipano al Super Rugby, a fine stagione la franchigia è stata esclusa dal campionato. Dopo una vana battaglia legale con la Federazione australiana per la riammissione, per la stagione 2018 la squadra fu relegata al National Rugby Championship, in attesa che nel 2019 prendesse il via il nuovo torneo Indo Pacific Rugby Championship (IPRC). Dal 2019 il torneo è stato rinominato Global Rapid Rugby e la prima edizione è stata vinta dagli australiani.
Fondata nel 2005, partecipò per la prima volta al Super Rugby del 2006 e a tutto il 2017 il suo miglior risultato era stato il 7º posto finale del 2007. Disputava gli incontri interni al nib Stadium, altrimenti noto come "Oval", stadio multifunzione di Perth.

## Storia
La ventilata espansione del Super 12 SANZAR a 14 squadre prevedeva l'aumento da 3 a 4 franchise australiane nel torneo; nel 2002 sia la provincia rugbistica di Victoria che quella dell'Australia Occidentale presentarono la propria candidatura per una franchise, la prima eventualmente di stanza a Melbourne, la seconda a Perth.
Nel dicembre 2004 fu deciso che la quarta squadra australiana, a partire dalla stagione 2006 del campionato, sarebbe stata la franchise di Perth, che si diede il nome di Western Force; tra i termini dell'accordo economico, la garanzia finanziaria di un prestito di un milione di dollari australiani (circa 1 milione €) concessa all'unione rugbistica dell'Australia Occidentale dal governo di tale Stato, e la ristrutturazione, da parte di quest'ultimo, del Perth Oval, stadio destinato a ospitare le gare interne della franchise, che si diede il nome di Western Force.

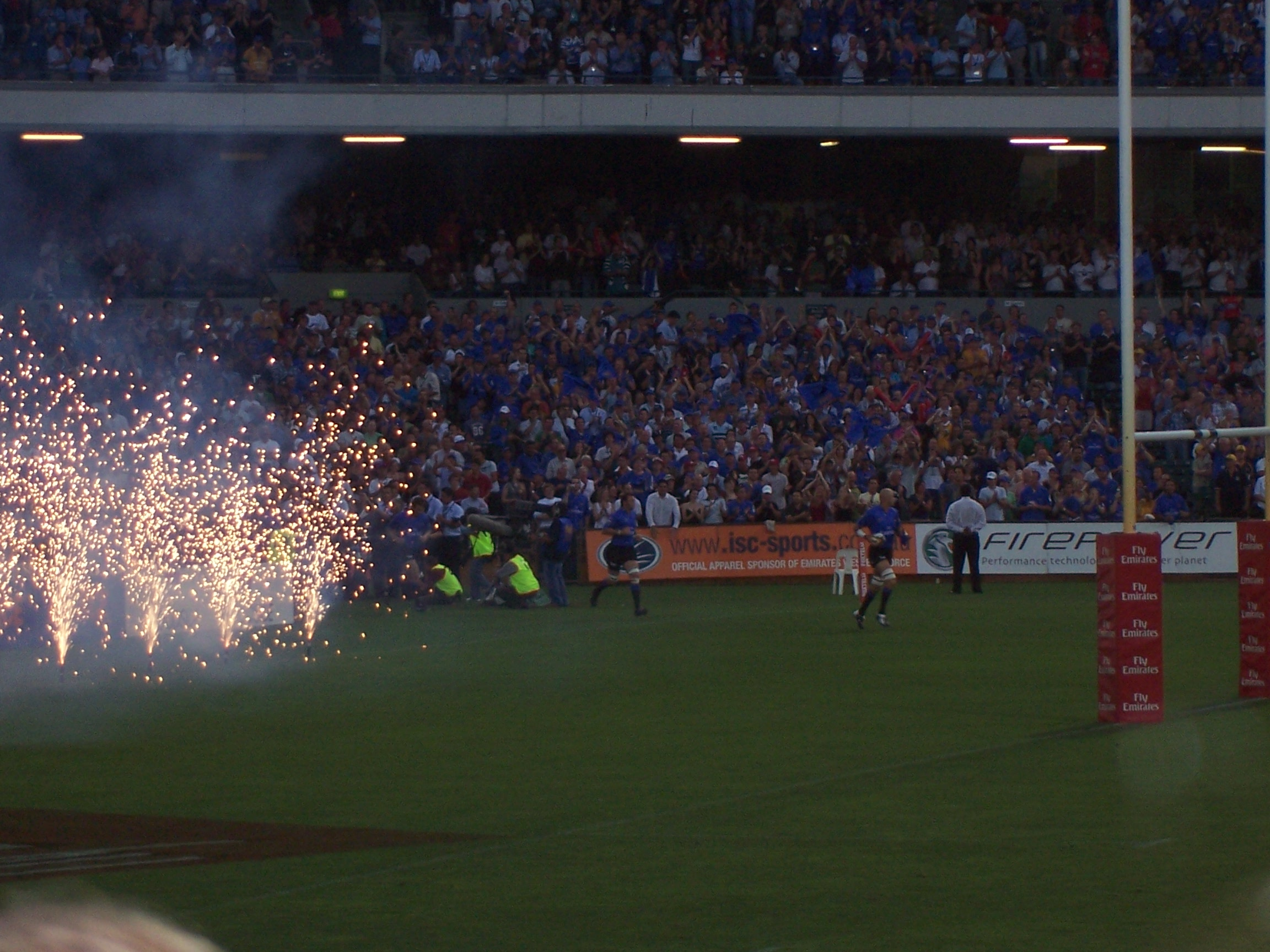
L'incontro inaugurale del Western Force nel febbraio 2006

Nel 2005 fu quindi formalmente istituita la franchise a cura dell'unione rugbistica dell'Australia Occidentale, e fu concesso un anno di transizione per costruire la squadra; l'esordio avvenne nel Super 14 2006, il 10 febbraio di quell'anno, e fu una sconfitta 10-25 contro i Brumbies, franchise di Canberra; nonostante gli inizi difficili l'affluenza non scese mai sotto i 20.000 spettatori di media; il primo punto, giunto il 31 marzo all'ottavo incontro, fu al termine di una sconfitta 25-26 contro i sudafricani Stormers.
Il 21 aprile giunse il primo pareggio, contro i neozelandesi Crusaders, campioni uscenti e fino a quel momento sempre vittoriosi: davanti a 30.200 spettatori il Western Force impattò 23-23, dopo aver condotto 23-16 fino a pochi minuti dalla fine ed essere raggiunto da una meta di Rico Gear trasformata da Dan Carter; due giorni più tardi fu annunciato il primo acquisto importante per la stagione successiva, l'internazionale australiano Matt Giteau, ingaggiato per un triennio con un ingaggio complessivo di circa quattro milioni e mezzo di dollari australiani (3 milioni. €), il più alto stipendio mai corrisposto nella storia del rugby a 15 australiano.
La settimana dopo il pareggio 23-23 giunse un nuovo nullo, 34-34 a Johannesburg contro i Lions, primo risultato utile esterno della squadra; infine, alla penultima giornata, giunse la prima vittoria, ancorché lontano dallo stadio di casa, sempre in Sudafrica: a Kimberley gli australiani vinsero 16-14 sui Cheetahs. La prima edizione di Super 14 terminò con 13 punti all'attivo, frutto di una vittoria, due pareggi, undici sconfitte e un punto di bonus e l'ultimo posto in classifica.
La stagione seguente vide la squadra pareggiare un incontro, vincerne 6 e perderne altrettanti, per un totale di 32 punti che le valsero il settimo posto; nel 2008, nonostante il saldo positivo vittorie / sconfitte (7 a 6) la squadra chiuse ugualmente a 32 punti e all'ottavo posto; nel 2009 di nuovo sei vittorie e sei sconfitte più un pareggio, ma con un bonus complessivo di 10 punti, la squadra raccolse 36 punti, che comunque non le valsero più dell'ottavo posto. Negli anni successivi il Western Force si mantenne nelle posizioni di retroguardia in classifica, senza mai qualificarsi per i playoff. L'unica stagione di un certo rilievo fu nel Super Rugby 2014, concluso all'8º posto con 9 vittorie e 7 sconfitte.

### Esclusione dal Super Rugby
Nella stagione conclusiva, quella del 2017, la squadra si piazzò 12ª su 18 squadre con 6 vittorie e 9 sconfitte, che non le furono sufficienti per essere ammessa al ristrutturato torneo a 15 squadre del 2018. La Federazione australiana fu chiamata ad escludere una delle cinque squadre australiane e la scelta cadde su Western Force, malgrado si fosse piazzata meglio di altre tre squadre nazionali. Ne nacque una disputa legale che fu vinta dalla Federazione nazionale contro Western Force e la Federazione dell'Australia Occidentale. Alla fine la franchigia si rassegnò a disputare il campionato nazionale del National Rugby Championship per il 2018. Il proprietario del Western Force, il milionario Andrew Forrest, annunciò comunque in quel periodo la sua intenzione di fondare una nuova lega professionistica denominata Indo Pacific Rugby Championship, alla quale iscrivere la franchigia e la cui inaugurazione fu programmata per il 2019. Il torneo rinominato Global Rapid Rugby, ha visto la prima edizione nel 2019 e che gli australiani vinsero agevolmente.

### National Rugby Championship
Nel frattempo, dal 2018 la franchigia cominciò la partecipazione al campionato domestico australiano, il National Rugby Championship, in sostituzione del Perth Spirit. La prima stagione, ai play-off i cigni neri dovettero arrendersi in semifinale a Queensland Country. La stagione 2019 invece si conclude con la vittoria nella finale con Canberra Vikings e primo successo nella competizione.

## Cronologia
| Cronistoria dei Western Force |
| --- |
| - Costituzione della franchigia dei Western Force - 2006 · 14º Super 14 - 2007 · 7º Super 14 - 2008 · 8º Super 14 - 2009 · 8º Super 14 - 2010 · 13º Super 14 - 2011 · 3º Australian Conference Super Rugby - 2012 · 5º Australian Conference Super Rugby - 2013 · 5º Australian Conference Super Rugby (sconfitta in finale per il titolo) - 2014 · 3º Australian Conference Super Rugby (sconfitta in semifinale) - 2015 · 5º Australian Conference Super Rugby (sconfitta in semifinale) - 2016 · 5º Australia Conference Super Rugby (sconfitta nei quarti di finale) - 2017 · 2º Australia Conference Super Rugby (sconfitta nei quarti di finale) - Esclusione dal Super Rugby e partecipa al National Rugby Championship - 2018 · 3º National Rugby Championship (sconfitta in semifinale) - 2019 · 1º National Rugby Championship Campione del National Rugby Championship (1º titolo) |

## Colori e simboli delle uniformi

Bandiera dell'Australia Occidentale

I colori delle due tenute (la prima e quella alternativa), così come i simboli, si rifanno a quelli della bandiera dello Stato dell'Australia Occidentale, il blu e il giallo oro, e un cigno nero.
La prima tenuta è blu, quella alternativa è giallo oro: su entrambe campeggia un cigno stilizzato; per entrambe le tenute vi sono inserti neri sui fianchi delle maglie, e sia pantaloncini che calzettoni sono neri.
Tali colori furono presentati ufficialmente nel luglio 2005, durante un pubblico ricevimento in cui si tenne un'asta di beneficenza avente per oggetto le prime due maglie del club, una blu e una dorata, entrambe firmate; esse vennero battute per un ammontare complessivo di 60.000 dollari (40.000 €) e fu anche reso noto lo sponsor del club, la compagnia aerea Emirates, con base a Dubai.

## Stadio

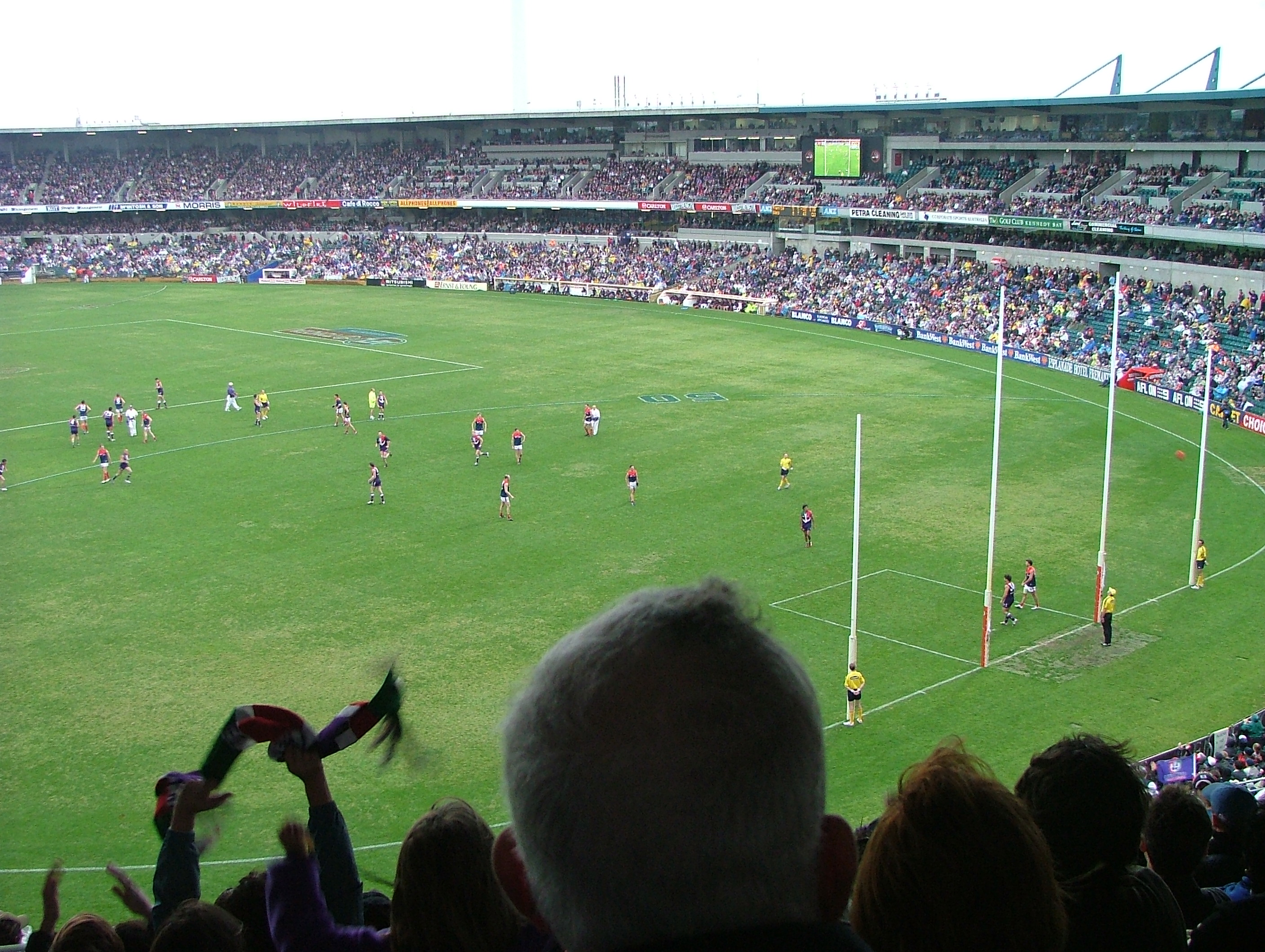
Il Subiaco Oval

Fino al 2009 il Western Force disputò i suoi incontri interni al Subiaco Oval, stadio noto per ospitare gli incontri di football australiano del Fremantle e dei West Coast Eagles; tale impianto, della capacità di 43.500 posti, è di proprietà del governo dell'Australia Occidentale ed è utilizzato, anche per il cricket; come si evince dal nome, la sua pianta è ovale, in ragione di tale particolare forma richiesta dal regolamento del football australiano.
Dal febbraio 2008 è allo studio la costruzione di un nuovo impianto a Perth, da edificare in un'area vicina al Subiaco Oval, originariamente a partire dal 2011, con gran parte delle strutture completate nel 2014 e definitivamente nel 2016; tale impianto, della capacità di 60.000 posti e dal costo previsto di circa 600 milioni di dollari dell'epoca (420 milioni. €), è destinato a ospitare i maggiori eventi sportivi di Perth, compreso il football australiano, e per tale ragione anche per esso è prevista una pianta ovale; tuttavia la sconfitta laburista alle elezioni statali del 2008 causò la cancellazione del progetto; dalla stagione 2010 la squadra milita quindi al Perth Oval, anche noto per esigenze di sponsorizzazione come nib Stadium, dal nome dell'azienda finanziaria che lega il suo nome all'impianto tramite accordo commerciale; tale stadio ospita circa 20.500 spettatori per gli incontri di rugby e si trova in località Vincent, città dei dintorni di Perth che è anche proprietaria dell'impianto.

## Allenatori
- 2006-2010  John Mitchell
- 2011-2012  Richard Graham
- 2012  Phil Blake
- 2012-2016  Michael Foley
- 2016-2017  David Wessels
- 2018-  Tim Sampson